# 표무원
표무원(表武源, 1925년 2월 10일 ~ 2006년 4월 15일)은 조선민주주의인민공화국의 군인이자 정치인이다. 대한민국 국군 장교였으나 한국 전쟁 발발 직전해에 휘하 병력을 이끌고 월북하였다.

## 생애
1925년 경상북도 대구에서 출생하였다. 도쿄의 대성중학교를 졸업했다. 일본특별지원병 출신으로 군조(軍曹)까지 지냈다.
1945년 제2차 세계 대전 종전 후 좌익계의 국군준비대 대구 지구대에서 활동하다가, 제6연대의 창설에 참여하고 있던 대구 출신이면서 학병 소위 출신이었던 하재팔(河在八) 참위의 추천으로 군인으로 입대한다. 하재팔은 좌익 성향이 강했던 인물로 그는 제2차 세계대전 종전 직후 대구에서 사설단체인 ‘국군준비대’를 조직, 참모장을 하면서 좌익 청년들을 규합했었다. 미군정이 불법단체로 몰자, 육사의 전신인 군사영어학교에 1기로 들어가 수료, 육군 참위(參尉.소위)가 되어 정식으로 6연대 창설에 나선 인물이다. 표무원은 제6연대에 지원 입대하여 좌익 김종석 정위(金鍾碩 正尉. 대위) 중대의 하사관으로 근무하다가 좌익 최남근 부위(崔楠根 副尉. 중위)의 추천으로 조선경비사관학교 2기에 입교했다.
표무원은 춘천의 제8연대 제1대대장에 취임하여 1949년 5월 4일 오후 행군과 야간 훈련을 한다는 명목으로 휘하 장병을 기만하여 대대 병력 455명을 집결시켰다. 이후 38선 이북으로 월북하여 조선인민군에 포위되자 투항하여 월북하였다. 장교 4명과 사병 213명이었다. 최동섭·한정희 중위 인솔 아래 일부 병력은 탈출을 감행하여 239명은 귀환하였다. 표무원의 고향 친구 제2대대장 강태무 소령이 같은 방식으로 월북했다.
1949년 5월 5일 월북한 강태무(姜太武)와 함께 '의거 월북의 영웅'으로 환영받고 평양 학원에서 재교육을 받았다. 한국 전쟁에선 제766연대 제424대대장으로 삼척 임원진에 상륙했다. 1951년 포로수용소에 강사로 파견되어 국군 포로의 사상 교육을 실시했다.  1952년 국군 포로 출신들로 구성된 조선인민군 제22여단(여단장 송호성(宋虎聲))에서 대대장을 맡았다.
1954년 재북의거자 정치학교 교장, 1961년 군인민위원회 부위원장, 1977년 평안북도 인민위원회 부위원장을 지냈다. 1996년 다시 입대하여 중장의 계급으로 조국해방전쟁승리기념관 강사로 활동했으며 체제에 기여한 공로로 '김일성훈장'과 '조국통일상'을 받았다.